# Мужанка
Мужанка (бел. Мужанка) — река в Борисовском районе Минской области Белоруссии, левый приток Березины.
Длина реки — 34 км, площадь водосборного бассейна — 231 км², среднегодовой расход воды в устье — 1,6 м³/с, средний уклон реки 1,0 м/км.
Река начинается у деревни Зарослое в 23 км к северо-востоку от центра города Борисов. Основное направление течения — юго-запад.
Течет по Центральноберезинской равнине. Долина трапециевидная, шириной 0,6-2 км, в верхней части слабо выражена, в нижней сливается с долиной Березины. Пойма двусторонняя, шириной 0,1-1 км, открытая, местами осушена, прорезана мелиоративными каналами. Русло канализировано в течение 4,5 км (от деревни Ратуцичы к деревне Мужанка).
Основные притоки — Болотница, Ольховка (слева).
Долина реки плотно заселена. Мужанка протекает сёла и деревни Ранное, Ратутичи, Млехово, Мужанка, Замужанье, Большие и Малые Негновичи, Гребло, Зелёная Дубрава, Аскерки, Добрицкое, Новая и Старая Миотча, Завалы.
Впадает в Березину у села Гливин.